# Kyōko Aoyama
Pour les articles homonymes, voir Aoyama.
Kyōko Aoyama (青山京子, Aoyama Kyōko), née le 23 novembre 1935 dans l'arrondissement de Setagaya à Tokyo et morte le 12 janvier 2020 dans la même ville, est une actrice japonaise. 

## Biographie
Kyōko Aoyama a interprété près de 90 rôles au cinéma entre 1952 et 1963.
Elle s'est mariée à l'acteur Akira Kobayashi en 1967.
Kyōko Aoyama meurt des suites d'un cancer du poumon le 12 janvier 2020 à l'âge de 84 ans dans un hôpital de Tokyo.

## Filmographie partielle
- 1952 : Shishunki (思春期?) de Seiji Maruyama
- 1952 : Murmure du printemps (春の囁き, Haru no sasayaki?) de Shirō Toyoda
- 1953 : Fukeyo harukaze (吹けよ春風?) de Senkichi Taniguchi

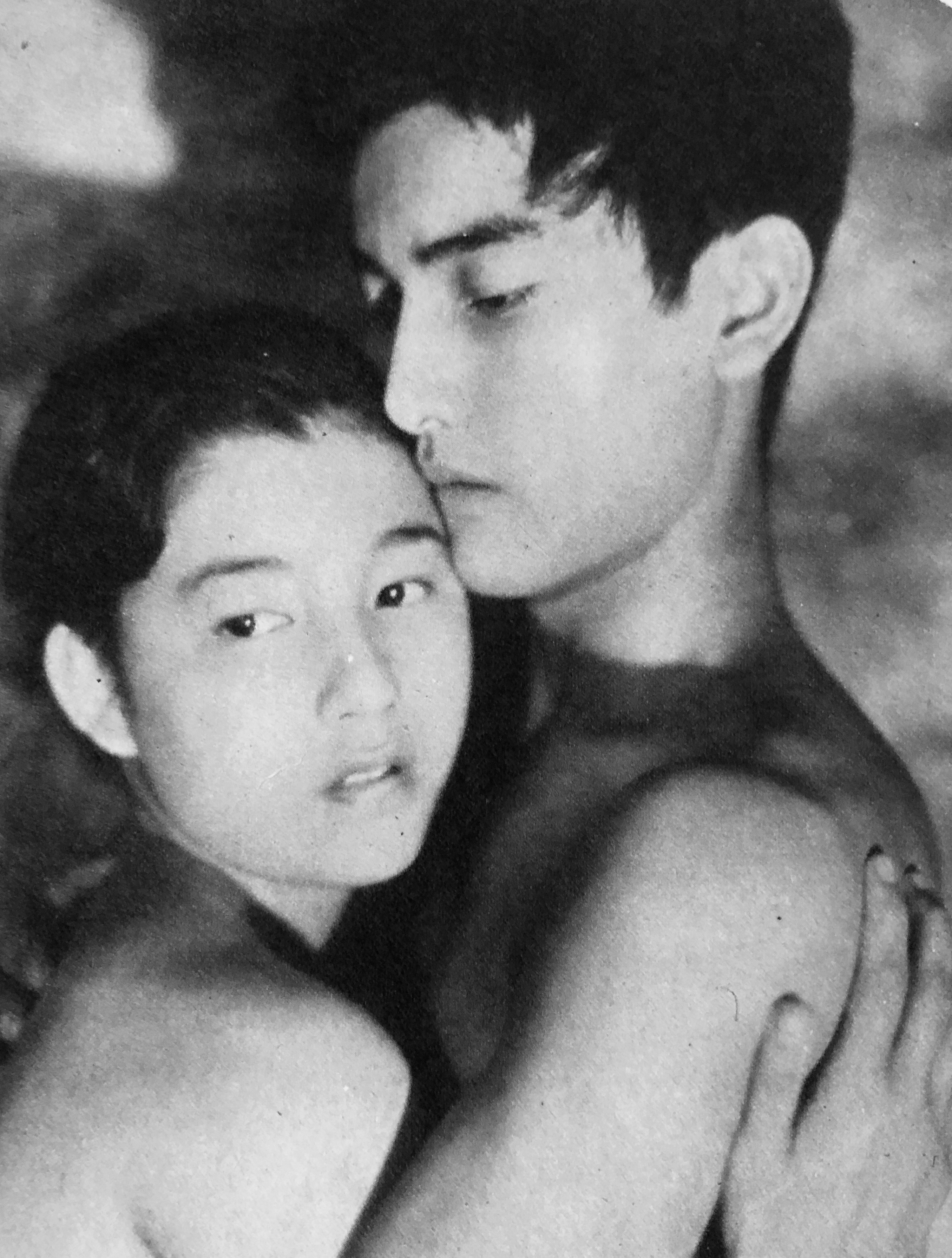
Kyōko Aoyama et Akira Kubo dans Shiosai (1954).

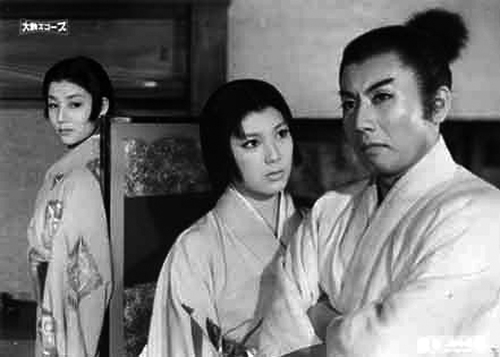
Kyōko Aoyama, Atsuko Kindaichi et Raizō Ichikawa VIII dans Nobunaga dans sa jeunesse (1959).

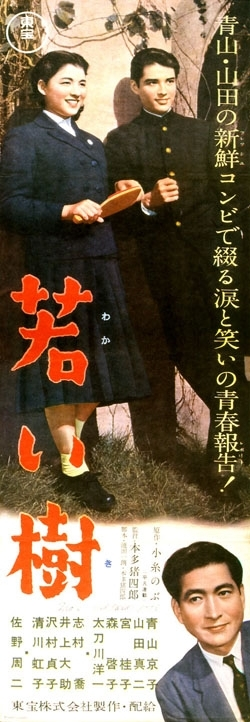
Kyōko Aoyama sur l'affiche de Wakai ki (1956).

- 1953 : La ville où sont les amoureux (恋人のいる街, Koibito-tachi no iru machi?) de Yutaka Abe
- 1953 : Haha to musume (母と娘?) de Seiji Maruyama
- 1953 : Zoku shishunki (続思春期?) d'Ishirō Honda
- 1953 : Akasen kichi (赤線基地?) de Senkichi Taniguchi
- 1953 : Jūdai no yūwaku (十代の誘惑?) de Seiji Hisamatsu
- 1954 : Kaze tachinu (風立ちぬ?) de Kōji Shima
- 1954 : Shiosai (潮騒?) de Senkichi Taniguchi
- 1955 : Yancha musume gyōjōki (やんちゃ娘行状記?) de Kunio Watanabe
- 1955 : Koi keshō (恋化粧?) d'Ishirō Honda
- 1955 : Le Blé vert (麦笛, Mugibue?) de Shirō Toyoda
- 1955 : Vivre dans la peur (生きものの記録, Ikimono no kiroku?) d'Akira Kurosawa : Sue Nakajima
- 1956 : Wakai ki (若い樹?) d'Ishirō Honda
- 1956 : Le Quartier des ténèbres (暗黒街, Ankokugai?) de Kajirō Yamamoto
- 1956 : Chiemi no hai hīru (チエミの婦人靴?) de Hideo Suzuki
- 1956 : Furyō shōnen (不良少年?) de Senkichi Taniguchi
- 1956 : Hadachi no seishun (裸足の青春?) de Senkichi Taniguchi
- 1956 : Kon'yaku yubiwa (婚約指輪?) de Shūe Matsubayashi
- 1956 : Sazae-san (サザエさん?) de Nobuo Aoyagi
- 1957 : Zoku Sazae-san (続・サザエさん?) de Nobuo Aoyagi
- 1957 : Sazae-san no seishun (サザエさんの青春?) de Nobuo Aoyagi
- 1957 : Hoshizora no machi (星空の街?) de Motoyoshi Oda
- 1957 : Ujō (雨情?) de Seiji Hisamatsu
- 1957 : Zoku Ōban : Fūun hen (続大番 風雲編?) de Yasuki Chiba
- 1958 : Ankōru watto monogatari: Utsukushiki aishū (アンコールワット物語 美しき哀愁?) de Kunio Watanabe
- 1958 : Jours de congé à Tokyo (東京の休日, Tōkyō no kyūjitsu?) de Kajirō Yamamoto
- 1958 : Hadaka no taishō (裸の大将?) de Hiromichi Horikawa
- 1958 : Les Fourberies de Benten Kozō (弁天小僧, Benten Kozō?) de Daisuke Itō : Ohan
- 1959 : Suzukake no sanpomichi (すずかけの散歩道?) de Hiromichi Horikawa
- 1959 : Nobunaga dans sa jeunesse (若き日の信長, Wakaki hi no Nobunaga?) de Kazuo Mori
- 1960 : Ōedo no kyōji (大江戸の侠児?) de Tai Katō
- 1960 : Ayamegasa: Kenka kaidō (あやめ笠 喧嘩街道?) de Tai Katō
- 1960 : L'homme qui est venu au port de Shimizu (清水港に来た男, Shimizu minato ni kita otoko?) de Masahiro Makino
- 1960 : Jirochō kesshōki: Nagurikomi kōjinyama (次郎長血笑記 殴り込み荒神山?) d'Eiichi Kudō
- 1961 : Akō rōshi (赤穂浪士, Akō rōshi?) de Sadatsugu Matsuda : Nagi
- 1961 : Tsukigata Hanpeita (月形半平太?) de Masahiro Makino
- 1961 : Maboroshi toro no onna (まぼろし燈籠の女?) d'Eiichi Kudō
- 1963 : Otoko no arashi (男の嵐?) de Nobuo Nakagawa